# Jérôme Baccelli
Jérôme Baccelli, né le 26 mars 1968 à Marseille, est un écrivain français spécialisé dans la critique des sociétés technologiques contemporaines.

## Biographie
Jérôme Baccelli naît à Marseille en 1968. Sa mère est traductrice en italien. Il est le frère de François Baccelli.
Son métier de consultant et d'informaticien l'amène à travailler à l'étranger. Il travaille à Bruxelles, à Copenhague, à Madrid et à Lisbonne. Il travaille en Chine avant de s'installer en Californie, dans la Silicon Valley. Il exerce dans les domaines de l'intelligence artificielle, de la communication et de l'analyse de données.

## Œuvres

### Poésie
- Dictionnaire de la pensée oblique, Paris, Éditions Cylibris, 2002  (ISBN 978-2843581021)

### Romans
- Tribus modernes, Paris, Éditions du Rocher, 2008  (ISBN 9782268066202)[1],[2]Allégorie sur l'ultra modernité occidentale et de ses effets à venir.
- Encre brute, Paris, Pierre-Guillaume de Roux Editions, 2013  (ISBN 978-2-36371-049-9)[3]Un conte des Mille et Une Nuits transposé dans l'Irak de Saddam Hussein sur fond de guerres et de coups...
- Aujourd'hui l'abîme, Paris, Le Nouvel Attila, 2014  (ISBN 9782923530819)[4]Critique de la finance moderne ; Un homme quitte sa femme, son entreprise et son patron pour faire un tour du monde en bateau.
- Aujourd'hui l'abîme, Montréal, La Peuplade, 2014  (ISBN 9782923530819)[5],[6]
- Carrières de sable, Paris, Le Nouvel Attila, 2016  (ISBN 9782709606813)[7],[8]. Un jour, un consultant d'une grande banque multinationale perd son téléphone, rentre en dépression, puis s'aperçoit qu'il se dissout...
- Ici ou là-bas, Paris, Le Nouvel Attila, 2019  (ISBN 9782371000742)[9]. La découverte d'une photo inédite plonge le héros, un expatrié, dans la vie de Saint-John-Perse.
- À un étage près, Paris, Seuil, 2023  (ISBN 9782021524796)[10] Trois employés mis le même jour à la porte de leur entreprise se retrouvent dans un ascenseur avec le financier à l'origine de leur départ.

## Récompenses
- Nomination au Prix Orange en 2014 pour Aujourd'hui l'Abîme[11]